# Миколаєве (станція)
Миколаєве — проміжна станція 5-го класу Знам'янської дирекції Одеської залізниці на лінії Олійникове — Колосівка.
Розташована в колишньому селищі Миколаєве Веселинівського району Миколаївської області між станціями Колосівка (8 км) та Веселинове (14 км).
На станції зупиняються приміські поїзди.
Відкрита в 1937 році як роз'їзд. На поч. XXI ст. — зупинний пункт. У 2025 році відкрита як роздільний пункт.